# Nili Margalit
Pour les articles homonymes, voir Margalit.
Nili Margalit , née en 1983 en Israël, est une infirmière israélienne, membre du Kibboutz Nir Oz, kidnappée par le Hamas et emmenée à Gaza durant le massacre de Nir Oz le 7 octobre 2023. Elle est libérée après 55 jours, le 30 novembre 2023.

## Biographie
Nili Margalit est la fille de Eliyahu “Churchill” Margalit et de Daphna Margalit. Le couple a trois enfants: Noa, Danny and Nili et trois petits-enfants
.
Nili Margalit est une infirmière des urgences pédiatriquesà l'hôpital Soroka à Beer-Sheva. De nombreux patients sont arabes et elle parle un arabe de base.
L'hôpital Soroka soigne la plupart des blessés après les attentats terroristes du Hamas du 7 octobre 2023 qui coûtent la vie à plus de 1 400 Israéliens.
Nili Margalit est  membre du Kibboutz Nir Oz.

### Kidnappée par Hamas
Le 7 octobre 2023, Nili Margalit est kidnappée du Kibboutz Nir Oz par les terroristes du Hamas et emmenée à Gaza, ,.
Hamas fait irruption dans Nir Oz et commence à assassiner et à kidnapper, de nombreux civils de Gaza les suivent, pillant le kibboutz. Ce sont des civils qui défoncen la porte de la maison de Nili Margalit.

### Dans les tunnels souterrains à Gaza
Durant la majorité de sa détention à Gaza, Nili Margalit vit dans un tunnel souterrain. Ses compagnons de détention ont en majorité plus de 73 ans. Le manque d’oxygène et l' humidité élevée, rendent la respiration très difficile. Les personnes âgées n'ont toutes pas de lunettes et ne voient pas bien. Certains n'ont pas leurs appareils auditifs, et pour communiquer avec eux, elle doit leur crier à l'oreille.
Beaucoup de ses co-détenus lui sont connus depuis son enfance. Alex Dancyg est son guide durant un voyage en Pologne. Chaim Peri a réalisé un clip vidéo pour sa Bat-mitsvah. Yoram Metzger est un ami de son père. Yarden Bibas, son voisin, est le mari de Shiri Bibas et des enfants rouquins Kfir Bibas et Aril Bibas. Dans la petite pièce où Nili Margalit est détenue, il y a 11 autres personnes.
Elle reçoit un tensiomètre et prend la tension artérielle le matin et le soir. Au début, certains avaient des mesures comme 218/120, en salles d'urgence il faudrait alors des soins médicaux immédiats.
Nili Margalit reçoit une plaquette de dix comprimés d'antibiotiques et doit décider qui en a besoin.
Elle utilise le miel (donné pour s'alimenter) comme pansement.
Nili Margalit demande du Clonex (Clonazépam), un somnifère et relaxant. Avant d'en recevoir, aucun détenu ne peut dormir. La nuit, ils sont seuls avec leurs pensées et leurs peurs.
Des membres de Hamas passent constamment, y compris des hauts gradés. Nili Margalit leur fait savoir qu'il n'y a pas assez de médicaments. Cela déplait aux gardiens des détenus (que l'on s'adresse à d'autres qu'eux). Ils enlevent alors les ventilateurs causant de la chaleur et des difficultés de respirer.
Après plusieurs semaines, on demande à Nili Margalit d'examiner, dans une autre zone. d'autres otages nécessitant des soins médicaux: Amiram Cooper, Avraham Munder et Margalit Moses. Elle mesure leur tension artérielle. Celle d'Avraham Munder est très basse, alors elle lui administre une perfusion intraveineuse de liquides. Il y a des diabétiques mais elle raisonne que la glycémie peut être stabilisée en réduisant l'alimentation, ce qui est le cas dans les conditions où elle vit.
En date du 7 décembre 2023, le Congressional Record-Sénat des États-Unis note à propos d'Avraham Munder, que depuis la libération de Nili Margalit, la famille d'Avraham Munder est très inquiète pour sa survie, en l'absence de soins médicaux.

### Libération
Le lendemain de sa libération du 30 novembre 2023, le 1er décembre 2023, Tsahal confirme la mort de son père, Eliyahu Margalit, en captivité à Gaza.